# Thenelles
Thenelles ist eine französische Gemeinde mit 542 Einwohnern (Stand 1. Januar 2022) im Département Aisne in der Region Hauts-de-France; sie gehört zum Arrondissement Saint-Quentin und zum Kanton Ribemont.

## Geografie
Die Gemeinde Thenelles liegt am rechten Ufer des Flusses Oise sowie am parallel verlaufenden Sambre-Oise-Kanal, etwa zwölf Kilometer östlich von Saint-Quentin. Nachbargemeinden von Thenelles sind Neuvillette im Norden, Mont-d’Origny im Nordosten, Origny-Sainte-Benoite im Osten, Ribemont im Süden, Regny im Westen sowie Marcy im Nordwesten.

## Bevölkerungsentwicklung
| Jahr                       | 1962 | 1968 | 1975 | 1982 | 1990 | 1999 | 2006 | 2016 | 2022 |
| Einwohner                  | 831  | 868  | 787  | 675  | 623  | 570  | 586  | 551  | 542  |
| Quellen: Cassini und INSEE |      |      |      |      |      |      |      |      |      |

## Sehenswürdigkeiten

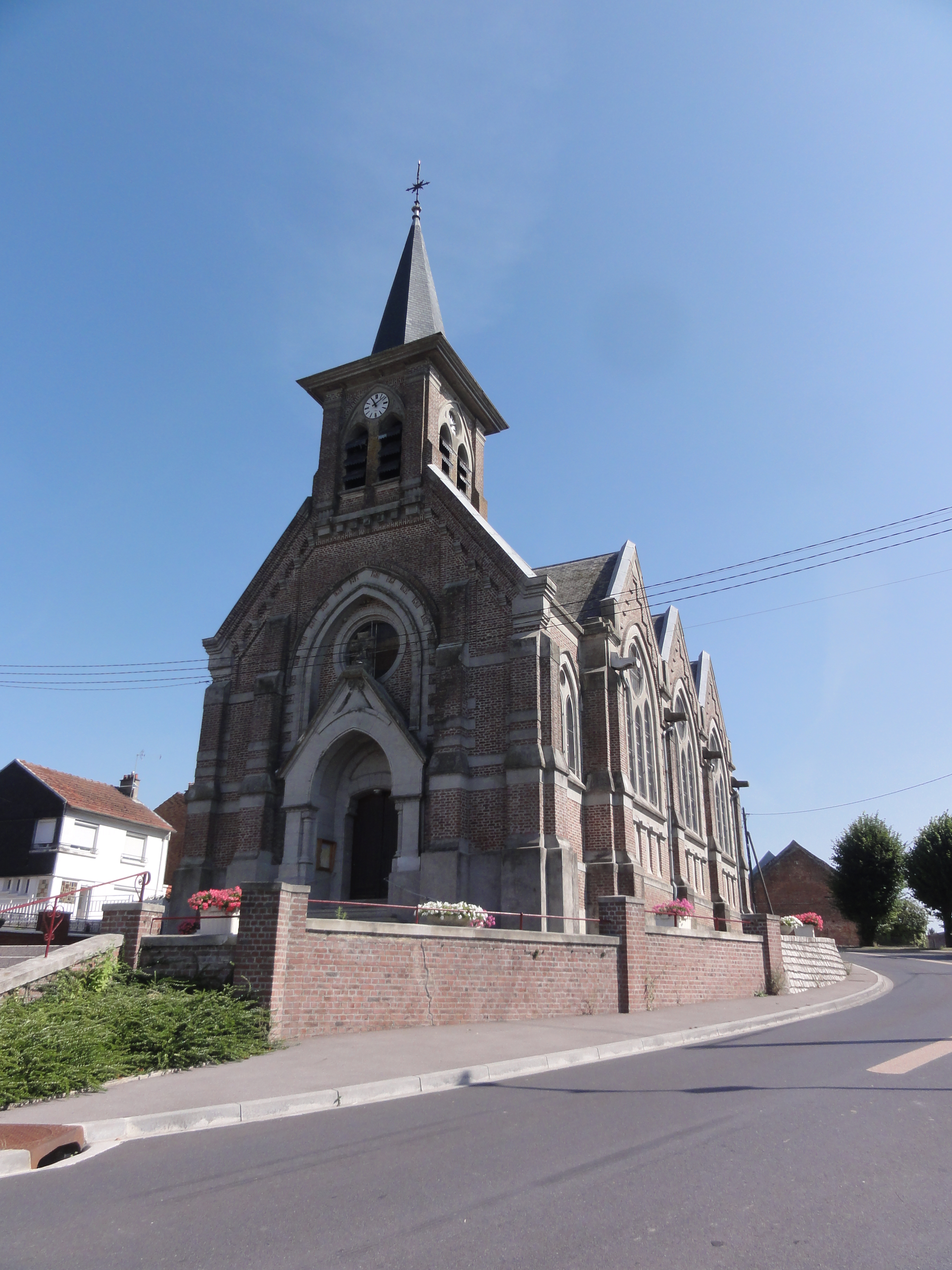
Kirche Saint-Quentin
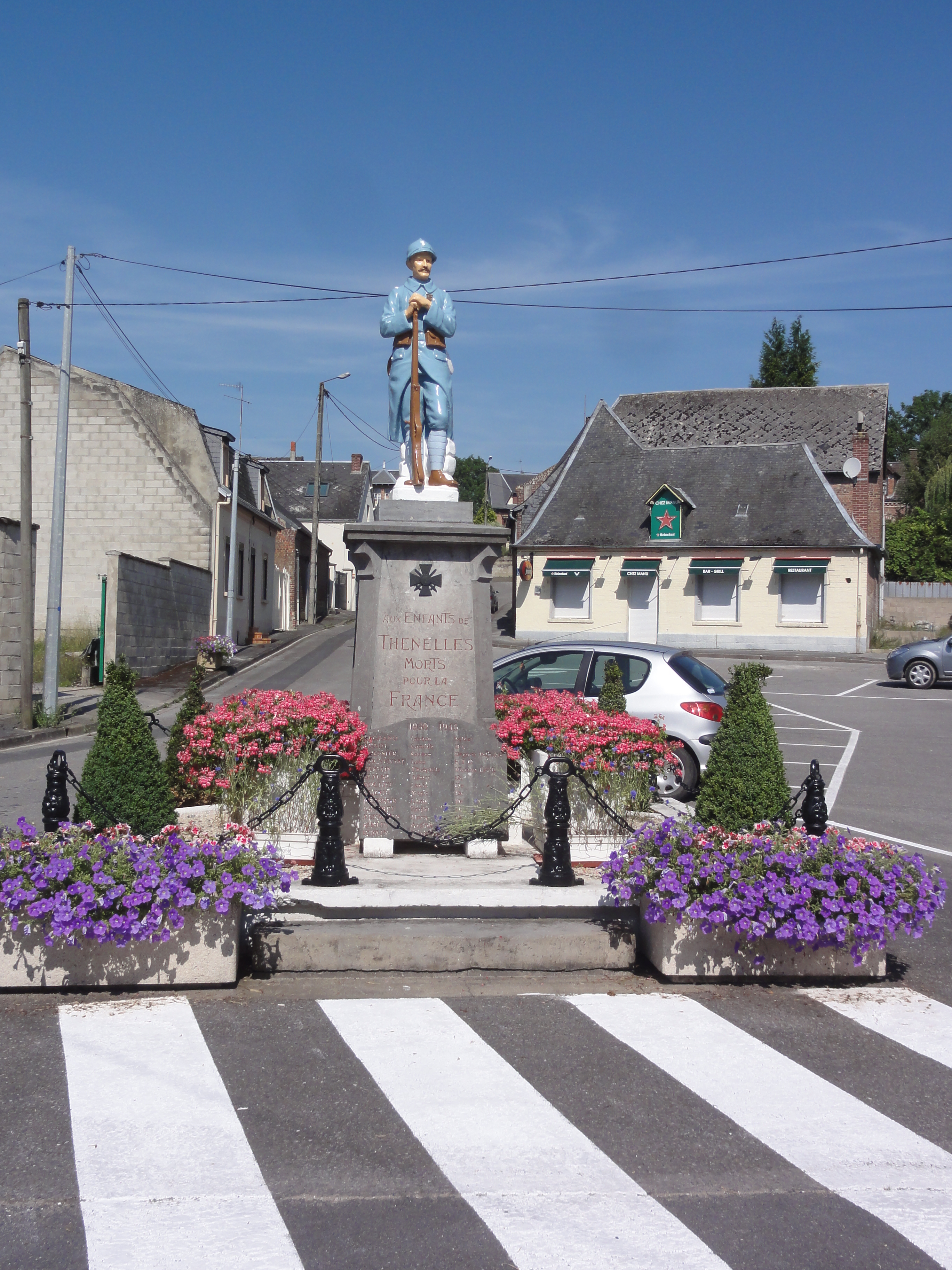
Gefallenendenkmal

- Kirche Saint-Quentin
- Gefallenendenkmal

## Persönlichkeiten
- Charles César de Fay de La Tour-Maubourg (1756–1831), General und durch seine Ehe mit Marie-Charlotte Pinault-Desjaunaux letzter Herr von Thenelles